# Rayonnement tellurique
Ne doit pas être confondu avec Raie tellurique.
Les rayonnements telluriques sont des rayons infrarouges thermiques que la Terre émet vers l'espace.